# Duncan Patterson
 (septembre 2011).
Si vous disposez d'ouvrages ou d'articles de référence ou si vous connaissez des sites web de qualité traitant du thème abordé ici, merci de compléter l'article en donnant les références utiles à sa vérifiabilité et en les liant à la section « Notes et références ».
Ancien bassiste et compositeur du groupe Anathema et ancien membre du groupe Antimatter, Duncan Patterson, né le 5 juin 1975, est un musicien qui officie à l'heure actuelle dans ses projets, Íon et Alternative 4.

## Íon
Ion est un groupe formé par Duncan Patterson (ancien membre du groupe Anathema). Duncan Patterson s'est plus tard impliqué dans le groupe Antimatter pour y développer ses talents d'écriture dans l'atmosphérique. Il quitte Antimatter en 2004 pour créer le groupe Ion. C'est sans doute sa création la plus personnelle. En 2011 son autre projet, Alternative 4, est signé chez Avantgarde Music.

### Discographie
- Madre, Protégenos (2006)
- Immaculada (2010)